# Чага (село)
Чага (каз. Шаға) — село в Сауранском районе Туркестанской области Казахстана. Административный центр Чагинского сельского округа. Код КАТО — 512655100.

## Население
В 1999 году население села составляло 1028 человек (538 мужчин и 490 женщин). По данным переписи 2009 года, в селе проживало 1360 человек (700 мужчин и 660 женщин).